# Вязьмикин, Дмитрий Владимирович
Дми́трий Влади́мирович Вязьми́кин (27 сентября 1972, Владимир) — российский футболист, нападающий, тренер. Мастер спорта России.

## Карьера
Воспитанник СДЮШОР по футболу города Владимир (с 8 лет). Первые тренеры: А. М. Чечёткин, Е. М. Чурсинов, С. А. Русаков, А. Е. Акимов. В 1992 году стал игроком владимирского «Торпедо». После нескольких результативных сезонов перешёл в «Сокол» (Саратов) и через год отправился в команду «Газовик-Газпром». Позднее вместе с ярославским «Шинником» выступал в высшем дивизионе. Проведя краткий период в нижегородском «Локомотиве», перешёл в московское «Торпедо». Именно с этим коллективом достиг наивысших результатов в своей карьере, став бронзовым призёром чемпионата России 2000 года и лучшим бомбардиром чемпионата с 18 мячами. Однако в следующем клубе, «Уралане», Вязьмикин забил лишь один гол в чемпионате и перешёл в «Спартак-Аланию» Владикавказ, где также не сумел закрепиться и отметиться результативными действиями.
С 2018 по 2021 год был главным тренером владимирского «Торпедо», в 2021 и 2022 годах возглавлял «Химки-М».

## Личная жизнь
Поддерживает дружеские отношения с футболистом, партнёром по московскому «Торпедо» Константином Зыряновым. Женат, супруга Александра. Сын — Вадим, по состоянию на январь 2020 года — студент МГТУ им. Н. Э. Баумана.

## Достижения
«Торпедо» Москва
- Бронзовый призёр чемпионата России 2000 года[6].
- Лучший бомбардир чемпионата России в 2001 году (18 голов)[7].

«Торпедо» Владимир
- Лучший бомбардир зоны «Запад» второго дивизиона: 2004 (25 голов).
- По итогам голосования болельщиков владимирского «Торпедо» признан самым ценным игроком в истории клуба[8].

## Статистика
| Сезон | Клуб                         | Лига                           | Уровень | Игры | Голы |
| ----- | ---------------------------- | ------------------------------ | ------- | ---- | ---- |
| 1992  | Торпедо (Владимир)           | Первая лига, Запад             | 2       | 19   | 3    |
| 1993  | Торпедо (Владимир)           | Первая лига, Запад             | 2       | 40   | 14   |
| 1994  | Торпедо (Владимир)           | Первая лига                    | 2       | 37   | 24   |
| 1995  | Сокол-ПЖД (Саратов)          | Первая лига                    | 2       | 40   | 10   |
| 1996  | Сокол-ПЖД (Саратов)          | Первая лига                    | 2       | 17   | 8    |
| 1996  | Газовик-Газпром (Ижевск)     | Первая лига                    | 2       | 17   | 6    |
| 1997  | Шинник (Ярославль)           | Высшая лига                    | 1       | 33+1 | 2    |
| 1998  | Шинник (Ярославль)           | Высший дивизион                | 1       | 22   | 2    |
| 1999  | Локомотив (Нижний Новгород)  | Высший дивизион                | 1       | 28   | 5    |
| 2000  | Торпедо (Москва)             | Высший дивизион                | 1       | 27   | 8    |
| 2001  | Торпедо (Москва)             | Высший дивизион                | 1       | 29   | 18   |
| 2002  | Уралан (Элиста)              | Премьер-лига                   | 1       | 24   | 1    |
| 2003  | Уралан (Элиста)              | Премьер-лига                   | 1       | 7    | 0    |
| 2003  | Спартак-Алания (Владикавказ) | Премьер-лига                   | 1       | 3    | 0    |
| 2004  | Торпедо (Владимир)           | Второй дивизион                | 3       | 28   | 25   |
| 2005  | Торпедо (Владимир)           | Второй дивизион                | 3       | 26   | 10   |
| 2006  | Торпедо (Владимир)           | Второй дивизион                | 3       | 32   | 18   |
| 2007  | Торпедо (Владимир)           | Второй дивизион                | 3       | 20   | 7    |
| 2008  | Торпедо (Владимир)           | Второй дивизион                | 3       | 27   | 12   |
| 2009  | Торпедо (Владимир)           | Второй дивизион                | 3       | 34   | 15   |
| 2010  | Торпедо (Владимир)           | Второй дивизион                | 3       | 31   | 18   |
| 2011  | Спартак (Кострома)           | Второй дивизион                | 3       | 31   | 6    |
| 2012  | Торпедо (Владимир)           | Первенство ЛФК, Золотое кольцо | 4       | 4    | 1    |

Также играл в Кубке России, Кубке-Премьер-лиги и еврокубках (Кубок Интертото 1998, Кубок УЕФА 2000/01, Кубка УЕФА 2001/02).